# Adolphe Kégresse
Adolphe Kégresse (Héricourt, 20 giugno 1879 – Croissy-sur-Seine, 9 febbraio 1943) è stato un inventore francese.
Celebre progettista meccanico, inventò il veicolo semicingolato.

## Biografia

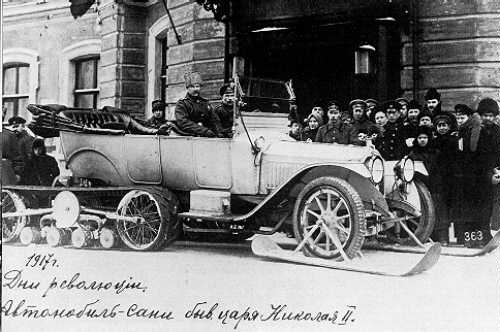
La vettura semicingolata della zar Nicola II in una foto del 1917

Dopo essersi brillantemente diplomato alla scuola tecnica di Montbéliard, nel 1905 Kégresse era emigrato in Russia per assumere l'incarico di direttore del parco macchine imperiale di San Pietroburgo, dello zar Nicola II. Nei primi anni dieci, aveva iniziato a studiare un sistema per consentire gli spostamenti in automobile alla famiglia reale nelle difficili condizioni dovute al rigido inverno russo, giungendo a realizzare una prototipo di autovettura, la cui trazione era assicurata da un sistema di cingoli di sua ideazione, di fatto inventando il veicolo semicingolato. Si trattava di una lussuosa Delaunay-Belleville torpedo con le ruote anteriori direzionali carenate da una paratia a forma di sci e con il retrotreno costituito da un sistema di cingoli con sospensioni incorporate, che consentivano all'automezzo di muoversi anche su terreni fortemente innevati.

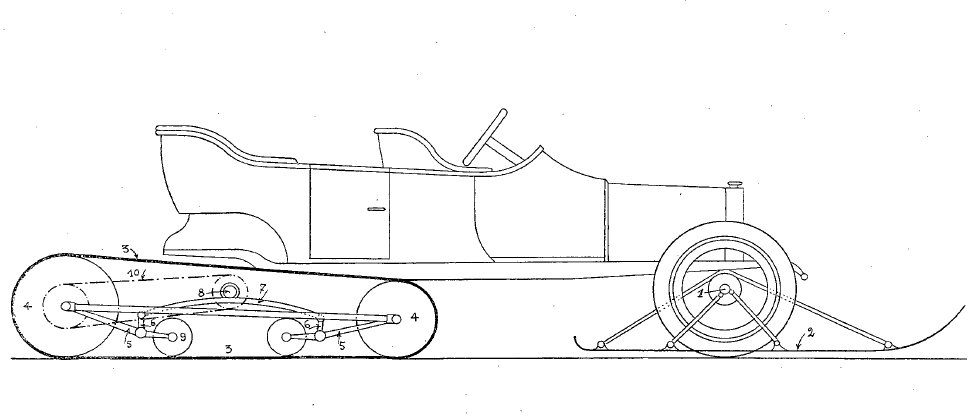
Tavola del brevetto Kégresse del 1913

Visti i risultati, Kégresse depositò il brevetto a Ginevra, nel 1913, e approntò anche veicoli militari per il trasporto delle truppe su autotelai Mercedes, ambulanze su autotelai Packard e autoblindo su autotelai Austin-Putilov. Le ambulanze e le autoblindo cingolate non poterono essere consegnate all'esercito russo, ma furono requisite dai bolscevichi, subito dopo lo scoppio della rivoluzione d'ottobre. Kégresse scampò a malapena dalla furia della rivoluzione, prima fuggendo in Finlandia, per poi rientrare in Patria, dopo aver dovuto abbandonare ogni suo avere in Russia. Al fine di trovare occupazione contattò l'ingegnere Jacques D'Héricourt, suo amico d'infanzia e direttore della fabbrica d'ingranaggi della Citroën, al quale ebbe modo di illustrare la sua invenzione.

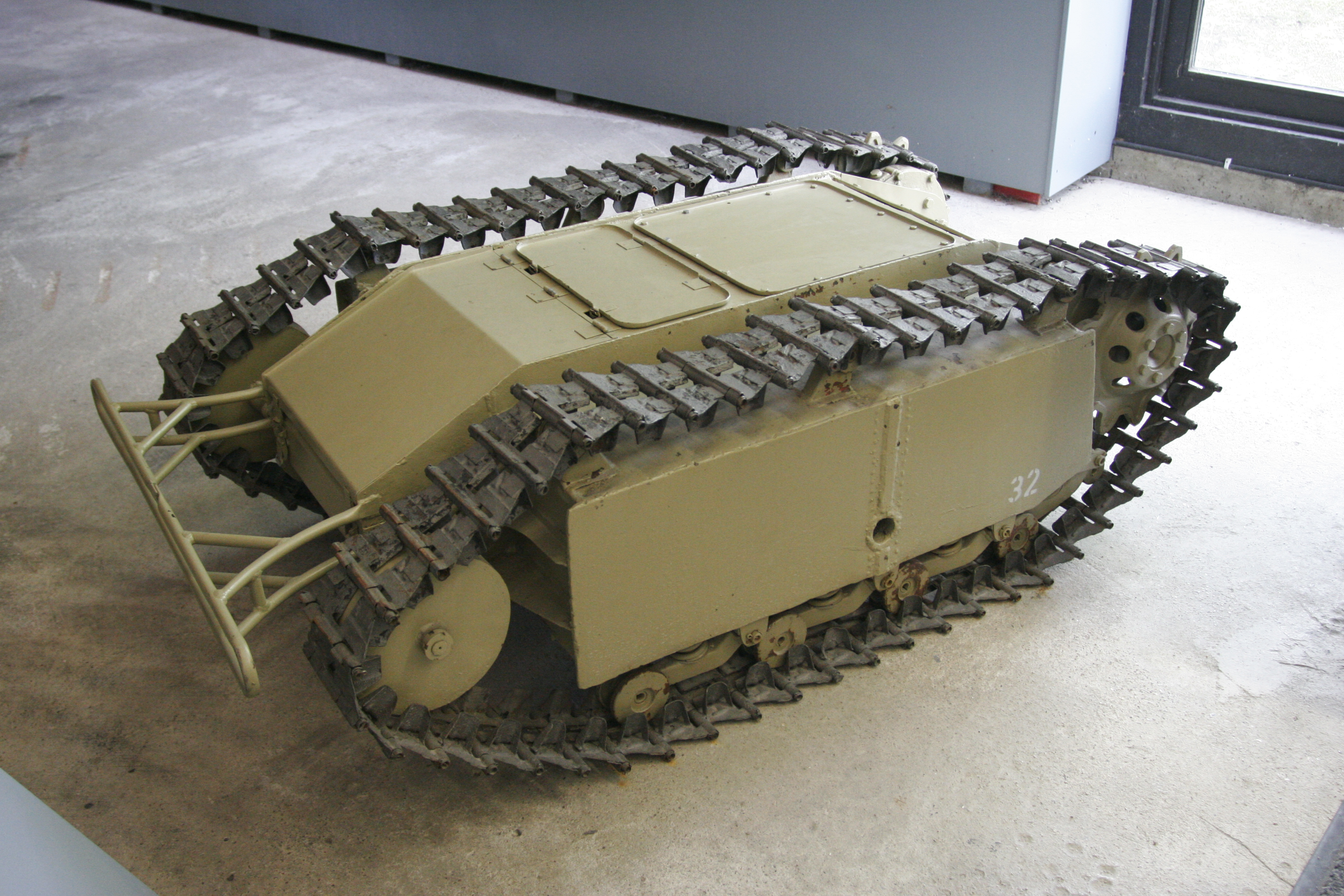
Il "Goliath" a trazione elettrica

In poche settimane di lavoro, nella più totale segretezza, i due ingegneri approntarono tre prototipi di veicolo semicingolato, su autotelai "Type A", allo scopo di sottoporli al giudizio di André Citroën. Il vulcanico industriale, proprietario dell'omonima casa automobilistica, riconobbe subito le potenzialità dell'invenzione di Kégresse, soprattutto nell'ottica dell'impiego militare, e decise di avvalersi del progettista. Affiancato da Jaques Hinstin, già fondatore della casa automobilistica Hinstin, Kégresse affinò il suo sistema di trazione a cingoli, realizzando le Citroën-Kégresse Autochenille che furono protagoniste delle spedizioni scientifiche, Croisière noire, Croisière jaune e Croisière blanche, rispettivamente svolte in Africa, Asia e America del nord.
A metà degli anni trenta, dopo aver rifiutato un'allettante offerta del Governo Russo, Kégresse riprese la sua attività di inventore autonomo, ideando il cambio automatico a doppia frizione "AutoServe" e, in seguito, un minuscolo mezzo corazzato a trazione elettrica, filoguidato. Il prototipo di quel veicolo bellico fu requisito dagli occupanti tedeschi, nel 1940, durante la Campagna di Francia e diede vita alla serie Goliath, prodotta dalla Borgward per la Wehrmacht.